# 豇豆花叶病毒
豇豆花叶病毒(Cowpea Mosaic Virus)又名豇豆黄花叶病毒，分布在尼日利亚、古巴和美国等国。

## 分布
苏里南、古巴和美国等地

## 宿主
寄主范围很窄，在豆科植物以外就很少有其它寄主，几乎所有寄主都在接种叶上出现坏死和褪绿斑。不同的豇豆品种在症状反应和症状严重程度有很大差别：免疫、耐病和高感都有出现。在感病寄主上的症状可以从几近看不见的褪绿斑驳到明显的花叶和叶片畸形，并导致生长弱小。

### 诊断寄主
Vigna unguiculata (cowpea) cv. Blackeye Early Ramshorn，最初接种叶上出现能扩散的褪绿斑（直径1-3 mm），三小叶上产生亮黄花叶，或在新叶引发逐渐加重的亮丽花叶症状. 叶片畸形并且生长尺寸变小，在该种植物上不表现坏死。
苋色藜接种叶上为黄化局部枯斑（直径0.5-1 mm）后变为坏死斑；系统症状为严重的花叶，褪绿斑，畸形和疱斑。

### 繁殖寄主
Vigna unguiculata (cowpea) cv. Blackeye Early Ramshorn是病毒繁殖及纯化的良好病毒来源。
测定寄主：
菜豆Pinto栽培种（Phaseolus vulgaris cv. Pinto）和苋色藜（Chenopodium amaranticolor）是合适的枯斑寄主。对于枯斑寄主，菜豆Pinto栽培种是其首选，因为该寄主不能系统侵染, 并且病毒在病斑内的含量很高。

### 株系
Chant (1962)认为来自于特立尼达和尼日利亚的甲虫传豇豆病毒可能是相关株系。Agrawal (1964)把5个分离物划分为2个株系并把它们命名为黄化株系与强毒株系：苏里南的一个尼日利亚分离物和SB分离物属于黄化株系；苏里南分离的一个Trinidad株系和两个其它的株系都为强毒株系。Swaans & Van Kammen对这两个株系进行了比较，认为这两个株系是豇豆花叶病毒组的不同病毒。这里指的豇豆花叶株系是指黄化株系，因为SB分离物被划分为豇豆花叶病毒组的典型成员（comovirus group） (Fenner, 1976)，所以豇豆花叶病毒一直被认为是指黄化株系。强毒株系专门有一豇豆重型花叶病毒（cowpea severe mosaic virus） 来指称。尼日利亚分离物和SB分离物在寄主范围上很难区分，并且血清学上很相似 (Agrawal & Maat, 1964)。美国的分离物和SB株系也很难区分(McLaughlin et al., 1977)。虽然尼日利亚分离物和肯尼亚分离物在寄主范围上有些差异，但是在血清学上的关系却很近(Bock, 1971)。古巴分离物在寄主范围上也不同，但没有测过血清学(Bock, 1971)，但它能够系统侵染苋色藜，因此它可以划分到黄化株系中去。Bruening (1969)从SB株系中分离到两个自然出现的变种它们与上一代病毒不同之处是产生无RNA的粒子的量的不同。De Jager (1973)从SB株系中也分离到两个自然出现的变种，与父代病毒不同的是，它们在早期能够系统侵染豇豆。对病毒粒子进行处理或用亚硝酸提取RNA，突变体病毒能够很容易得到，大多数这类突变体症状减轻或病毒含量下降(De Jager & Van Kammen, 1970; De Jager, 1976; De Jager et al., 1977)。 Siler, Babcock & Bruening (1976)报道一个经过硫酸氢盐处理得到的突变体株系具有非常特异的侵染特性。

## 危害
在菜豆（Vigna spp）上引起花叶病，导致叶片变小，花的数目减少.有报道称产量减少达95%，但晚期侵染比早期侵染对产量的影响要小(Chant, 1960). Bock (1971)报道肯尼亚沿海地区大面积种植一种木豆品种，它是作为一种常年作物，但却是一种易感品种，可能它是作为病毒的一种寄存植株。</ref>
CPMV particles have also shown potential for in-situ vaccination in cancer immunotherapy

## 特征
病毒粒子结构：
病毒粒体为二十面体，5:3:2轴心对称，直径20-24 nm。病毒负染后电镜的三维结构模型表明在5度轴处有12个大的外壳蛋白的五聚体，在3度轴处有20个小的外壳蛋白的三聚体(Crowther, Geelen & Mellema, 1974)。在这个模型中外壳蛋白由两种结构蛋白60个亚基组成，按互相贯穿的T=1格子型进行排列。
病毒粒子组成：
核酸：
单链线性RNA. M和B组分都含一RNA分子，沉淀系数分别为(s20,w) 26 S与34 S ，分子量分别为1.37 x 106和2.02 x 106。基因组RNA的碱基组成为G 20.7; A 28.4; C 19.3; U 31.6 和G 22.9; A 28.5; C 17.2; U 31.4 (Van Kammen & Van Griensven, 1970).基因组全长10.4kb，大的一条RNA为6.6 kb，小的一条3.8 kb. 两条RNA链的3'端都含有150-200个残基的Poly（A）尾巴，5'端不含有在m7G(5')ppp(5')N....帽子结构(Klootwijk et al., 1977).
通过野生型和突变体病毒的重组实验表明26S RNA包含了编码外壳蛋白的基因(Gopo & Frist, 1977)，并且与T组分的产生有关 (Bruening, 1969; De Jager & Van Kammen, 1970)。34S RNA与迁移率大的组分转变为迁移率小的组分的速率及侵染的特异性有关(Siler et al., 1976). 对任何一条RNA的突变都会影响局部和系统症状，并且影响病毒在菜豆和豇豆上的系统移动(De Jager & Van Kammen, 1970; De Jager, 1973; 1976)。一个导致温度敏感性的突变体可以定位与26 S RNA(De Jager et al., 1977).
GenBank登录号：
J02064 Em(40)_vi:COBRNA Gb(84)_vi:MCPBRNA cowpea mosaic virus bottom comp. (b-rna); rgn of 1st aug. 4/90 149bp.
J02065 Em(40)_vi:COMRNA Gb(84)_vi:MCPMRNA cowpea mosaic virus middle comp. (b-rna); rgn of 1st aug. 4/90 325bp.
M10534 Em(40)_vi:COMMCPM5 Gb(84)_vi:MCPM5E 豇豆花叶病毒M RNA, 5′端. 7/89 87bp.
M10535 Em(40)_vi:COMMCPB5 Gb(84)_vi:MCPB5E 豇豆花叶病毒 B 基因组 RNA, 5′ 端. 7/89 79bp.
M25438 Em(40)_vi:COMMCPRN Gb(84)_vi:MCPRNA3A 豇豆花叶病毒M RNA 3′ 端序列. 7/90 80bp.
M25439 Gb(84)_vi:MCPRNA3B 豇豆花叶病毒 B RNA 3′ 端序列. 9/90 80bp.
X00206 Em(40)_vi:COCPMVB Gb(84)_vi:COCPMVB Cowpea mosaic virus bottom component RNA (B RNA). 9/93 5,889bp
X00729 Em(40)_vi:COCPMVM Gb(84)_vi:COCPMVM Cowpea mosaic virus (CPMV) middle-component RNA (M RNA). 9/93 3,481bp. 8 sequences.
蛋白质：
外壳蛋白由两种组分组成，分子量分别为M. Wt c. 37kDa和22kDa (Wu & Bruening, 1971; Geelen, Van Kammen & Verduin, 1972)，外壳蛋白含有1.9%的碳氢键(Partridge et al., 1974).
多聚氨基酸：
纯化的病毒粒子每mg含有5.05 μg亚精胺 和0.17 μg精胺(Bruening, Elmanna& Wu, 1968; Nickerson & Lane, 1977)。

## 传播途径

### 介体传播
可通过甲虫的口器传播，在非洲，金花甲虫是一种有效的传毒甲虫（(Chant, 1959; Bock, 1971)）但是Paraluperodes quaternus (Chrysomelidae) 和Nematocerus acerbus (Curculionidae)也能传毒（Whitney & Gilmer, 1974）。在苏里南和古巴，Ceratoma variegata 和 C. ruciformis被认为是一种传毒介体(Van Hoof, 1963; Kvicala et al., 1970). Jansen & Staples (1971)列举了C. trifurcata, Diabrotica balteata, D. undecimpunctata howardi, D. virgifera和Acalymma vittatum（所有金花科甲虫）均为传毒介体。甲虫持毒期可达1－2天甚至超过8天(Chant, 1959; Jansen & Staples, 1971). 传播效率和侵染持久力与饲养介体的数量有关（Jansen & Staples, 1971）。在甲虫的排泄物中的病毒也具有侵染力。(Kvicala et al., 1970). Whitney & Gilmer (1974)报道病毒还可以通过两种蓟马（枕丝蓟马Sericothrips occipitalis与丝带蓟马Taniothrips sjostedt）和两种蝗虫（Cantotops spissus和Zonocerus variegatus）传播。

### 种传
在尼日利亚Gilmer, Whitney & Williams (1974)报道种子传毒率达1－5%.